# Fers (peine)

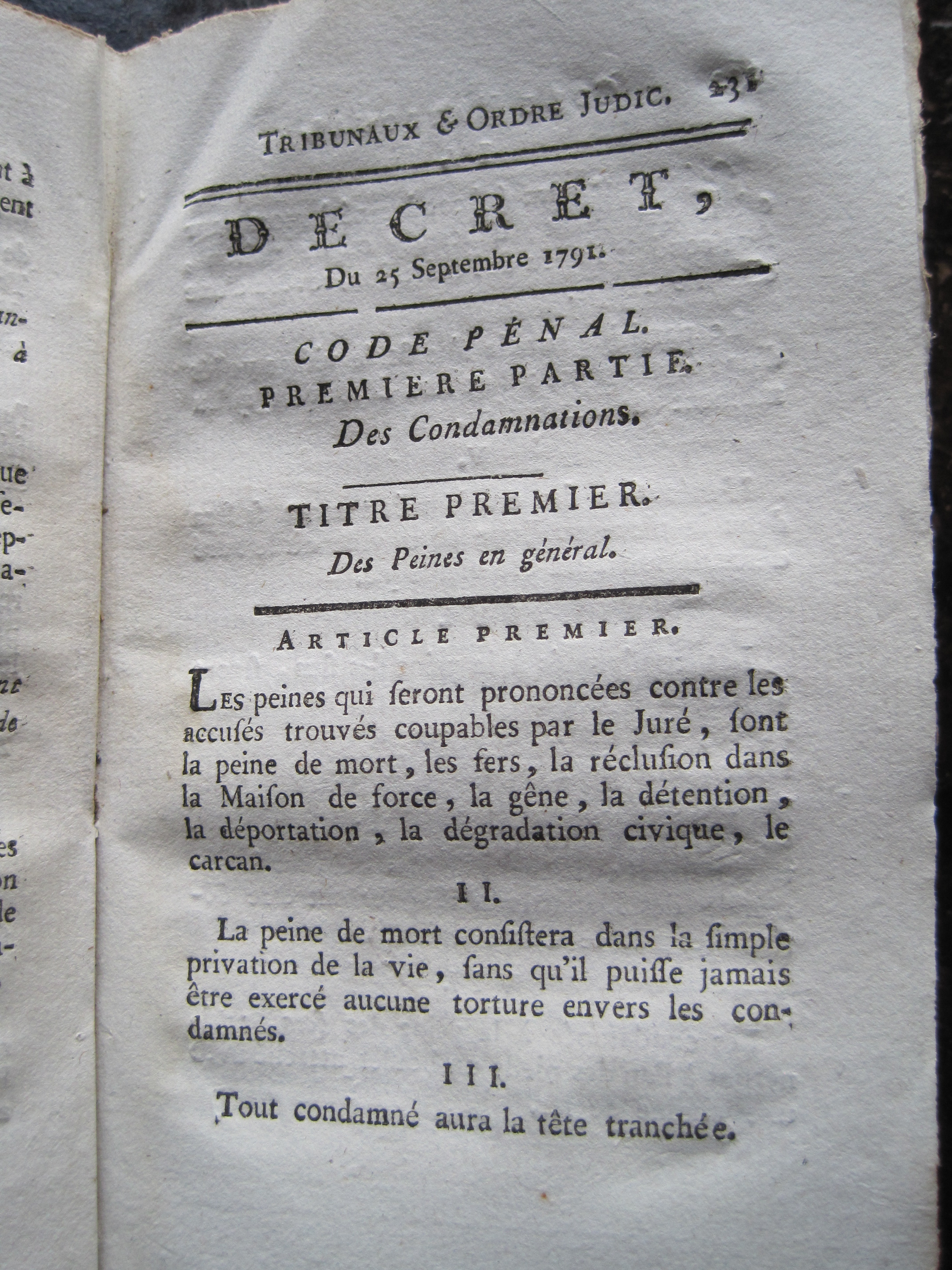
Code pénal 1791, 1, 2, 3.

La peine de fers est une ancienne peine du droit français, définie dans le Code pénal de 1791 pour remplacer la peine des galères. Maintenue dans le Code des délits et des peines de l’an IV (art. 603), elle est finalement supprimée par le Code pénal napoléonien de 1810, qui remplace le terme de « fers » par celui de « travaux forcés ».

## Genèse: de la chaîne aux fers
Lors du débat de 1791 à l'Assemblée nationale constituante, dans sa séance du vendredi 3 juin 1791, Louis Michel Lepeletier, marquis de Saint-Fargeau, propose de remplacer la peine des galères, toujours accompagnée des deux peines accessoires du fouet et de la marque, par une nouvelle peine dénommée la « peine de la chaîne »,.
Cette peine tire son nom de ce qu'il est imposé aux condamnés de traîner « à l'un des pieds un boulet attaché avec une chaîne de fer ». Le texte adopté prévoit que « les condamnés à la peine de la chaîne seront employés à des travaux forcés au profit de l'État, soit dans l'intérieur des maisons de force, soit dans les ports et arsenaux, soit pour l'extraction des mines, soit pour le dessèchement des marais, soit enfin pour tous autres ouvrages pénibles, qui, sur la demande des départements, pourront être déterminés par le Corps législatif.
Comme les galériens, les condamnés à la chaîne sont toujours envoyés dans les ports et arsenaux, mais peuvent être employés à des travaux plus variés qu’auparavant.
Toutefois, lors de la séance du 25 septembre 1791, Le Pelletier de Saint-Fargeau propose, pour des raisons euphoniques, de substituer aux mots « peine de la chaîne » ceux de « peine des fers » « à cause de la consonance des mots « gêne » et « chaîne » précédemment employés dans le projet ».
La peine de fer devient une peine nouvelle dans le droit français, peine afflictive (comme le cachot et la prison), mais aussi infamante (comme la dégradation civique pour les hommes et le carcan pour les femmes). Elle ne peut en aucun cas être perpétuelle. Elle ne s'applique pas « aux femmes et aux filles », qui, si elle y sont condamnées, l'éxécutent comme peine de récusion dans une maison de force.

## Exécution de la peine des fers
Selon l'article 6 du code pénal de 1791, « Les condamnés à la peine des fers, seront employés à des travaux forcés au profit de l'État, soit dans l'intérieur des maisons de force, soit dans les ports et arsenaux, soit pour l'extraction des mines, soit pour le dessèchement des marais, soit enfin pour tous autres ouvrages pénibles, qui, sur la demande des départements, pourront être déterminés par le corps législatif ».
Les condamnés à la peine des fers sont astreints au travail forcé. Un de leurs pieds est relié à un boulet par une chaine de fer (article 7). Les bagnes portuaires militaires de Lorient, Toulon, Rochefort et Brest accueillent les condamnés aux fers. Sous le second Empire, un établissement central des fers est créé à Douera en mai 1855 en Algérie. Le 30 avril 1855, il accueille 246 condamnés militaires aux fers en provenance des maisons centrales, des forts et des bagnes métropolitains. Il est transféré à Bône quelques mois plus tard. Il est en service pendant trois ans, de 1855 à 1858.
La peine des fers doit être distinguée de la flétrissure (ou marquage au fer) par application d'une empreinte avec un fer brûlant sur l'épaule droite prévue par l'Ancien Régime avec une fleur de lys, supprimée, sous le nom de « la marque », par l'article 2 du décret du 26 septembre 1791, puis rétablie par l'article 20 du code pénal de 1810.